# Алякритский, Вячеслав Васильевич
Вячесла́в Васи́льевич Алякри́тский (4 августа 1885, Кострома — 1960, Воронеж) — советский учёный-медик, профессор (1924), доктор медицинских наук (1946), член правления Всесоюзного научного общества патологоанатомов (с 1954). Исследователь морфологии различных органов в предраковом состоянии.

## Биография
Выпускник медицинского факультета Московского университета (1912).
С 1912 по 1920 работал патологоанатомом в Первой городской и Яузской больницах Москвы. Одновременно являлся сотрудником Московского бактериологического института.
В 1914—1915 принимал участие в Первой Мировой войне в качестве младшего врача 183-го пехотного полка.
В 1920—1922 — старший ассистент кафедры микробиологии Ивановского политехнического института.
В 1922—1926 — организатор и заведующий кафедрой патанатомии Смоленского университета.
В 1926—1931 — заведующий кафедрой патанатомии Пермского университета.
В Пермском университете избирается деканом крупнейшего педагогического факультета, затем — деканом медицинского факультета; одновременно работал проректором (с 1928? до конца января 1930).
В 1931—1960 — заведующий кафедрой патанатомии Воронежского мединститута. В 1941 по совместительству осуществлял руководство кафедрой гистологии того же вуза.
С 1935 года — доктор медицинских наук, профессор.
С 1954 года — член правления Всесоюзного научного общества патологоанатомов, а с 1959 г. — почётный член этого общества.
Основные работы посвящены изучению злокачественных опухолей из эпителия и синовиальных оболочек, затяжному септическому эндокардиту и ревматизму.
Подготовил 2 докторов и 7 кандидатов медицинских наук.
Ученики (патологоанатомы: О. И. Шанина, Л. С. Петренко, А. П. Серенко, П. Г. Подзолков, М. В. Арефьева, А. В. Алякритская, О. П. Мосолова, З. А. Данилова, Л. Д. Алпатова, Р. В. Тимченко, А. Б. Дворкин, А. Л. Эйдлин, Ю. Рыбкина, А. П. Абакумова, В. Г. Гладких, П. Т. Юрченко, В. И. Кузнецова), аспиранты (М. Г. Морозова, А. С. Тихомиров, М. М. Душкина, Л. Ф. Туронок.

## Избранные работы
А. В. Алякритский является автором 29 научных работ. Среди них:
- Значение эндокринной системы в патологии, элементарное изложение учения о конституциях человека. Смоленск, 1925.
- Научная деятельность медфака // Смоленский государственный университет: Медицинский факультет. Смоленск, 1925.
- О развитии нодозного коллоидного зоба (1932).
- К вопросу о прекарциноматозе и раннем раке" (1938).
- О некоторых особенностях рака шейки матки" (1948).